# Yllenus
Yllenus is een geslacht van spinnen uit de familie springspinnen (Salticidae).

## Soorten
De volgende soorten zijn bij het geslacht ingedeeld:
- Yllenus albifrons (Lucas, 1846)
- Yllenus albocinctus (Kroneberg, 1875)
- Yllenus algarvensis Logunov & Marusik, 2003
- Yllenus aralicus Logunov & Marusik, 2003
- Yllenus arenarius Menge, 1868
- Yllenus auriceps (Denis, 1966)
- Yllenus auspex (O. P.-Cambridge, 1885)
- Yllenus bactrianus Andreeva, 1976
- Yllenus bajan Prószyński, 1968
- Yllenus bakanas Logunov & Marusik, 2003
- Yllenus baltistanus Caporiacco, 1935
- Yllenus bator Prószyński, 1968
- Yllenus bucharensis Logunov & Marusik, 2003
- Yllenus caspicus Ponomarev, 1978
- Yllenus charynensis Logunov & Marusik, 2003
- Yllenus coreanus Prószyński, 1968
- Yllenus dalaensis Logunov & Marusik, 2003
- Yllenus desertus Wesolowska, 1991
- Yllenus dunini Logunov & Marusik, 2003
- Yllenus erzinensis Logunov & Marusik, 2003
- Yllenus flavociliatus Simon, 1895
- Yllenus gajdosi Logunov & Marusik, 2000
- Yllenus gavdos Logunov & Marusik, 2003
- Yllenus gregoryi Logunov, 2010
- Yllenus guseinovi Logunov & Marusik, 2003
- Yllenus halugim Logunov & Marusik, 2003
- Yllenus hamifer Simon, 1895
- Yllenus horvathi Chyzer, 1891
- Yllenus improcerus Wesolowska & van Harten, 1994
- Yllenus kalkamanicus Logunov & Marusik, 2000
- Yllenus karakumensis Logunov & Marusik, 2003
- Yllenus karnai Logunov & Marusik, 2003
- Yllenus knappi Wesolowska & van Harten, 1994
- Yllenus kononenkoi Logunov & Marusik, 2003
- Yllenus kotchevnik Logunov & Marusik, 2003
- Yllenus kulczynskii Punda, 1975
- Yllenus logunovi Wesolowska & van Harten, 2010
- Yllenus lyachovi Logunov & Marusik, 2000
- Yllenus maoniuensis (Liu, Wang & Peng, 1991)
- Yllenus marusiki Logunov, 1993
- Yllenus mirabilis Logunov & Marusik, 2003
- Yllenus mirandus Wesolowska, 1996
- Yllenus mongolicus Prószyński, 1968
- Yllenus murgabicus Logunov & Marusik, 2003
- Yllenus namulinensis Hu, 2001
- Yllenus nigritarsis Logunov & Marusik, 2003
- Yllenus nurataus Logunov & Marusik, 2003
- Yllenus pamiricus Logunov & Marusik, 2003
- Yllenus pavlenkoae Logunov & Marusik, 2003
- Yllenus pseudobajan Logunov & Marusik, 2003
- Yllenus pseudovalidus Logunov & Marusik, 2003
- Yllenus ranunculus Thorell, 1875
- Yllenus robustior Prószyński, 1968
- Yllenus rotundiorificus Logunov & Marusik, 2000
- Yllenus saliens O. P.-Cambridge, 1876
- Yllenus salsicola (Simon, 1937)
- Yllenus shakhsenem Logunov & Marusik, 2003
- Yllenus squamifer (Simon, 1881)
- Yllenus tamdybulak Logunov & Marusik, 2003
- Yllenus tschoni (Caporiacco, 1936)
- Yllenus turkestanicus Logunov & Marusik, 2003
- Yllenus tuvinicus Logunov & Marusik, 2000
- Yllenus uiguricus Logunov & Marusik, 2003
- Yllenus univittatus (Simon, 1871)
- Yllenus uzbekistanicus Logunov & Marusik, 2003
- Yllenus validus (Simon, 1889)
- Yllenus vittatus Thorell, 1875
- Yllenus zaraensis Logunov, 2009
- Yllenus zhilgaensis Logunov & Marusik, 2003
- Yllenus zyuzini Logunov & Marusik, 2003